# Cambra fosca
|  | Per a altres significats, vegeu cambra fosca (sexualitat) o cambra obscura |

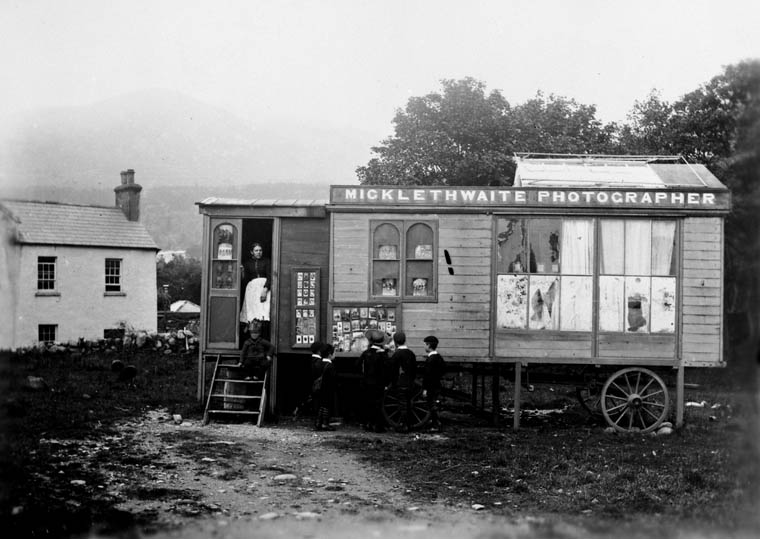
L'estudi fotogràfic portàtil de William Barton Micklethwaite, pare de FW Micklethwaite, a Irlanda. El procés del col·lodió humit requeria que la imatge fos revelada mentre la placa estava encara mullada, el procés posterior també requeria foscor, pel que van merèixer aquest nom de cambres fosques.

Una cambra fosca (també coneguda com a cambra obscura, amb etimologia llatina, de cambra = habitació) és una petita habitació al qual se li han tapat totes les escletxes i entrades de llum de l'exterior per evitar que aquesta faci mal les substàncies químiques, el paper i tot el material sensible a la llum que s'utilitza per al revelat fotogràfic.
El terme cambra fosca va ser utilitzat per primer cop per Johannes Kepler, en el seu tractat de nom Ad Vitellionen Paralipomena, del 1604. En aquest tractat sobre la llum i la seva reproducció va definir i exposar els seus análisis de la cambra fosca, que posteriorment van servir per desenvolupar el telescopi.
En els seus orígens, la cambra fosca, consistia en una mera habitació tancada, amb una petita escletxa en una de les seves parets per on podía entrar la llum. Aquesta llum penetrant originava una imatge de l'exterior a la paret oposada de l'orifici, amb la curiositat que la imatge resultant es trobava invertida i poc nítida. Amb el pas del temps la cambra ha anat evolucionat, i va passar a convertir-se en una petita caixa molt més manegable i a l'orifici de la caixa s'hi va col·locar una lent òptica per tal de millorar la qualitat de la imatge obtinguda.
La persona que revelava les fotografies a la cambra fosca havia de treballar a les palpentes en absoluta foscor. El material fotosensible és el paper fotogràfic (en el qual s'imprimeix la imatge), els rotlles de pel·lícula que encara no han estat revelats, i els productes químics, com el revelador, el detenedor i el fixador.
Per a la fotografia en blanc i negre se sol fer servir un petit focus de 12 o 15 vats de color vermell, ja que la llum vermella gairebé no afecta el material fotosensible. Encara que el rotllo fotogràfic és preferible revelar en absoluta foscor, ja que és molt més sensible a la llum que els altres materials i sobretot que moltes imatges, són irrecuperables en cas de dany del negatiu.
L'ús de la cambra fosca està gairebé obsolet a causa de la utilització de modernes màquines que revelen i imprimeixen els rotllos fotogràfics de manera automàtica, sense intervenció humana, fins i tot en llocs absolutament il·luminats. Un altre factor que ha portat a la seva decadència és l'aparició de les càmeres fotogràfiques digitals, que exhibeixen la imatge fotografiada instantàniament i poden imprimir en qualsevol impressora d'un ordinador amb diversos nivells de qualitat.
Aquesta pràctica tendeix a desaparèixer, desplaçada per les noves tecnologies i només una minoria d'artistes o professionals de la fotografia continuen treballant a la cambra fosca per obtenir resultats amb efectes i acabats especials, fins al punt que alguna de les grans multinacionals ha hagut d'acomiadar els seus treballadors i fins i tot tancar les portes.

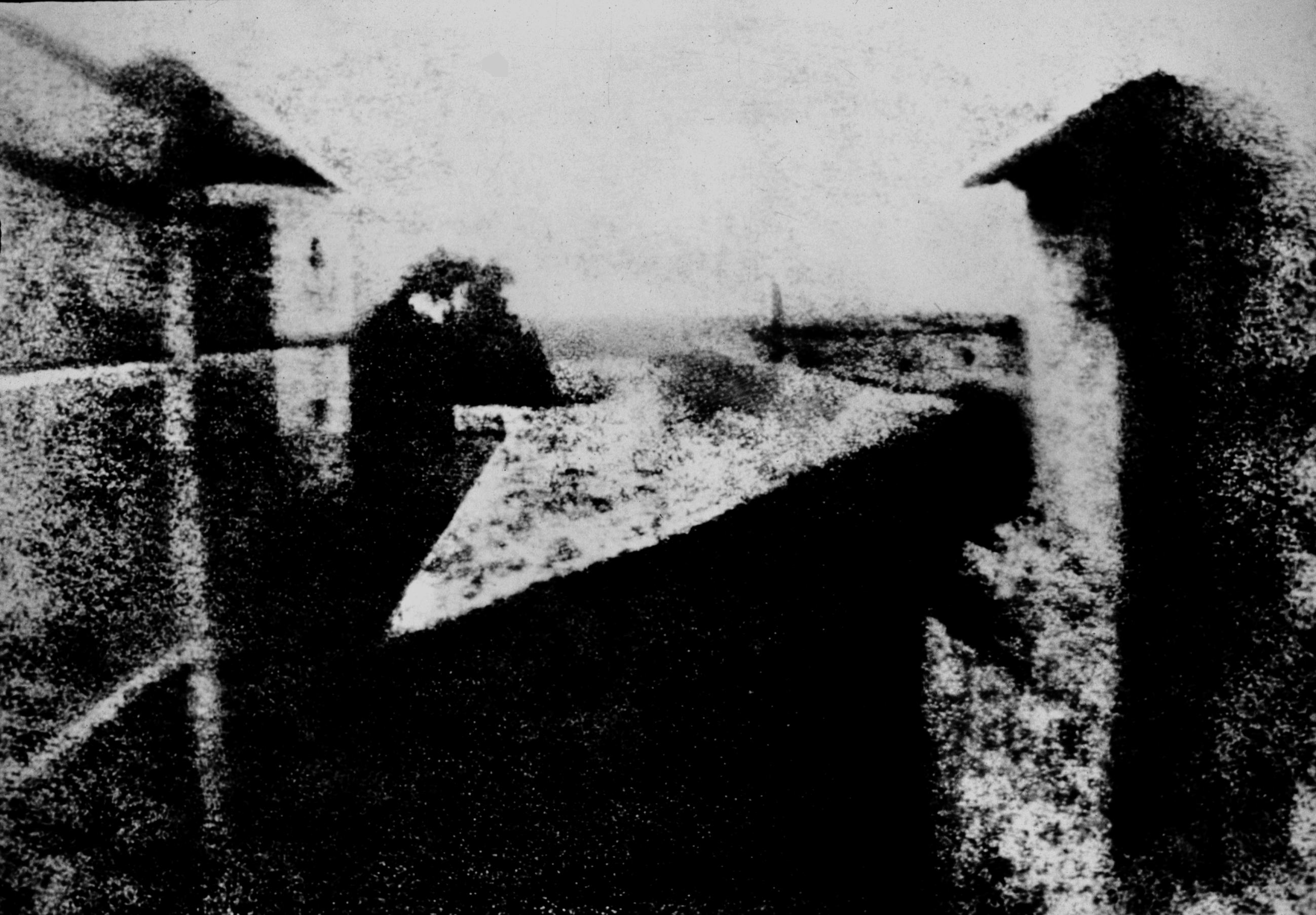
Primera fotografía fixa, creada per Nicéphore Niepce

## Etimologia
El nom cambra fosca (del llatí càmera fosca) va ser encunyat per Johannes Kepler en el seu tractat AdVitellionem Paralipomena de 1604. En ell exposa el funcionament de la càmera fosca, que servirà per a desenvolupar l'invent del telescopi.
Al seu torn, el concepte de "càmera" en òptica el va introduir per primera vegada el físic i matemàtic musulmà Alhacén, إبن الهيثم. Aquest erudit àrab nascut en Basra en 965 va escriure el primer tractat òptic en el qual demostrava que les teories gregues sobre els raigs lluminosos no tenien fonament i eren errònies. Així, en el seu llibre va argumentar que els raigs lluminosos van dels objectes a l'ull que els observa i no a l'inrevés, com havien afirmat els grecs Aristòtil i Euclides. Va ser el primer a descriure els principis de la "cambra fosca", de l'àrab, قمرة, ha de llegir-se "Comra", construint un calaix fosc amb un petit orifici en una de les seves parets que, en ser travessat per un raig de llum, projectava invertida la imatge de l'objecte exterior. Sistema precursor de les modernes càmeres fotogràfiques.

## Història

### Teories sobre la influència en l'art prehistòric i en cerimònies religioses

#### 300.000 A.C. a 500 A.C.
Encara que res és segur, existeixen teories que afirmen que certs dibuixos de pintura rupestre podien estar inspirats en els efectes produïts per la cambra fosca. Es creu que les distorsions en certes formes dels animals en l'art prehistòric podien estar inspirades en les distorsions produïdes en la superfície quan la imatge projectada no reproduïa els angles de manera exacta. Així mateix, també s'ha arribat a creure que les projeccions de la cambra fosca van poder haver tingut un paper en les estructures neolíticas.
Gnomons perforats projectant imatges del sol van ser descrites en els escrits del xinès Zhoubi Suanjing (1046 A. C. - 256 A.C). La localització d'aquest cercle de llum podia mesurar l'hora del dia i l'any. En les cultures àrab i Europea aquesta invenció va ser atribuïda molt després a l'astrònom i matemàtic Ibn Yunus D.C.
Es creu que observacions antigues de déus i esperits, especialment en temples de rés, van poder haver-hi es dut a terme a partir de projeccions de cambra fosca.

### Primers escrits

#### 500 A.C. a 500 D.C.
Els primers escrits recollits de la cambra fosca es troben en els escrits xinesos Mozi datats en el segle IV A. C., atribuïts i anomenats així per Mozi, un filòsof xinès i fundador del Moísm. En aquests escrits explicava com la imatge invertida en un "punt de recollida" o "casa del tresor" s'invertia a partir d'un punt intersectado que recollia els raigs de llum. La llum procedent d'una persona il·luminada estaria d'una banda amagada sota el forat i per una altra en la part superior de la imatge. Els raigs del cap (o part superior) estarien d'una banda amagats a dalt (just damunt del forat) i per un altre en el costat inferior de la imatge. Aquesta és una descripció primerenca de la cambra fosca: no hi ha més exemples coneguts datats abans del segle xi.
El filòsof grec Aristòtil (384-322 A. C.) en el segle iv aC, o possiblement un seguidor de les seves idees, van tocar la temàtica de la cambra fosca en la seva obra .... D'ell es conserva una descripció de l'aparell i del fenomen que li donava sentit:
"Els raigs del sol que penetren en una caixa tancada a través d'un petit orifici sense forma determinada practicat en una de les seves parets formen una imatge en la paret oposada la grandària de la qual augmenta en augmentar la distància entre la paret en la qual s'ha practicat l'orifici i la paret oposada en la qual es projecta la imatge". L'observació posterior d'aquest fenomen va donar origen a les teories de Alhacén.
Molts filòsofs i científics occidentals es plantejaven aquesta qüestió abans que s'acceptés la idea que les formes circulars descrites en aquest "problema" eren en realitat projeccions en imatges circulars del sol. Encara que una imatge projectada tingui la imatge de l'obertura quan la font de llum, obertura o pla de projecció estiguin junts, la imatge projectada tindrà la forma de la font de llum quan estiguin molt separades.
S'ha atribuït a Euclides l'esment del fenomen de la cambra fosca com una demostració que la llum viatja en línies dretes en la seva obra Òptiques. No obstant això, en les traduccions populars no es troba res que pugui identificar-se amb la cambra fosca.
Ignacio Danti va afegir una descripció de la cambra fosca en la seva traducció anotada de 1573.
En el segle IV l'acadèmic grec Teón d'Alexandria va observar que: "La llum de les espelmes passant a través d'un forat crearà un punt il·luminat en una pantalla que estarà directament alineat amb l'obertura i el centre de l'espelma."

### Experiments en l'estudi de la llum

#### 500 D.C a 1100 D.C
En el segle vi, l'arquitecte i matemàtic romà d'Orient Antemi de Trales (més famós per ser el co-arquitecte de Santa Sofia), va experimentar amb els efectes relacionats amb la cambra fosca. Antemio tenia una concepció sofisticada de les òptiques, com va poder demostrar-se en el diagrama de raigs llum que va construir l'any 555 D.C.
En el segle ix, Al-Kindi va demostrar que "La llum de la part dreta d'una flama passarà a través de l'obertura i acabarà en el costat esquerre de la pantalla, mentre que la llum procedent de la part esquerra de la flama passarà per l'obertura i acabarà projectada en el costat dret de la pantalla."
En el segle x Yu Chao-Lung suposadament va projectar imatges de models pagoda a través d'un petit forat sobre una pantalla per a estudiar les direccions i divergències dels raigs de llum.

El físic àrab Alhacén (965-1039) va explicar en el seu Llibre d'Òptica (1027) que els raigs de llum viatjaven en línies rectes i es distingien pel cos que reflectia aquests raigs i va escriure:

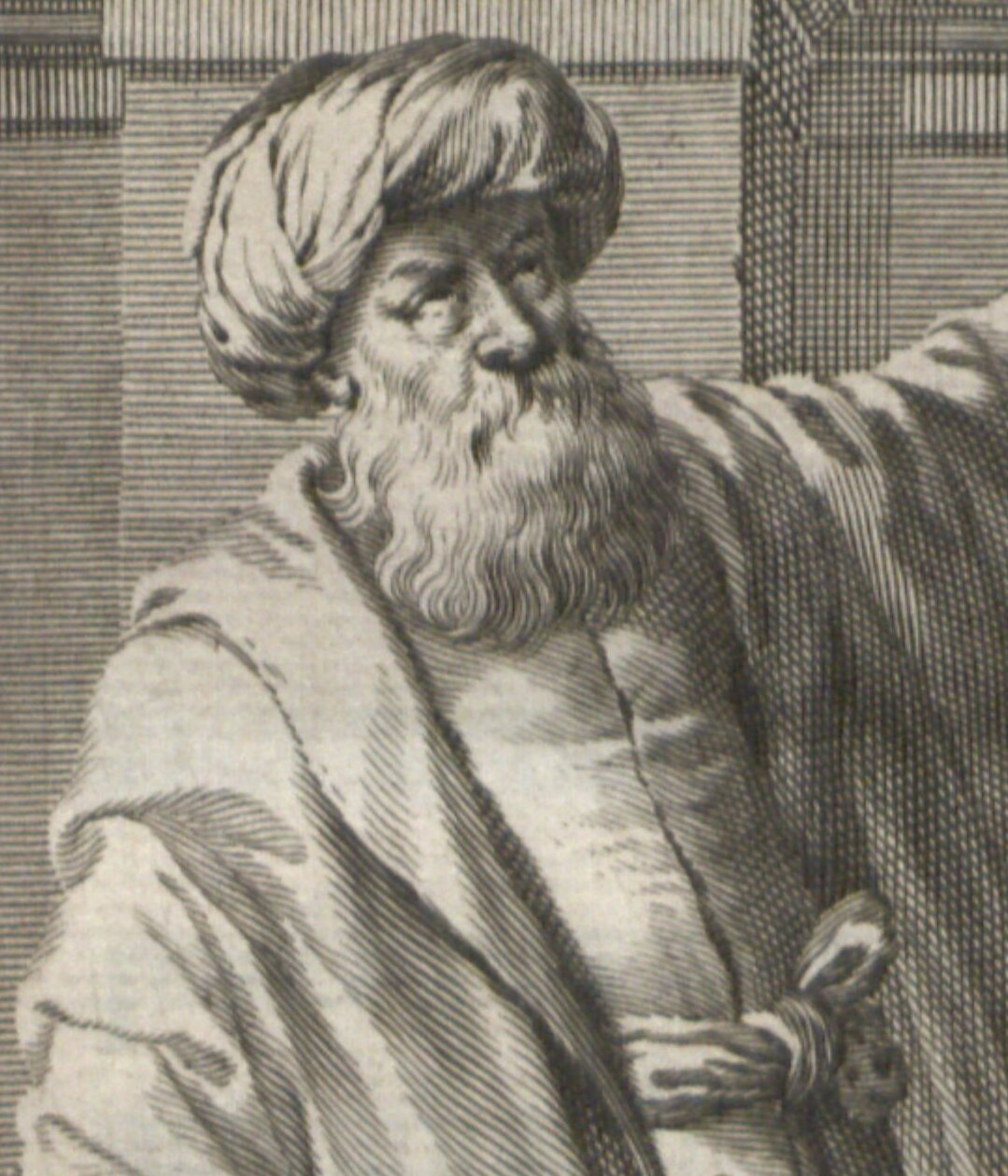
Alhazen

"L'evidència que la llum i el color no es barregen en l'aire o en cossos transparents es troba en el fet que, quan nombroses espelmes estan en diferents localitzacions dins d'una mateixa zona i, quan totes elles miren a una finestra que s'obre en un buit fosc i quan hi ha una paret blanca o cos opac en la foscor mirant a aquesta finestra, les llums d'aquestes espelmes apareixen individualment sobre aquest cos o paret en funció del nombre d'espelmes; i cadascuna d'aquestes llums (o punts de llum) apareix directament en l'espelma oposada sobre una línia directa que passa a través de la finestra. A més, si una de les espelmes està tapada, només la llum oposada del cadenat s'extingeix, però si aquesta foscor és elevada, la llum tornarà."
Ell va descriure la "cambra fosca" i va fer nombrosos experiments amb petits forats i llum passant a través d'ells. Els experiments consistien en tres veles en fila i observar els efectes en la paret després de situar una separació entre les veles i la paret.
"La imatge del sol en el moment d'un eclipsi, excepte quan és total, demostra que quan la seva llum passa a través d'un forat estret i rodó i s'emet en un pla oposat al forat adquireix la forma de falç de lluna. La imatge del són mostra aquesta peculiaritat sol quan aquesta falç és molt petita. Quan el forat s'engrandeix, la imatge canvia, i el canvi augmenta amb l'amplària afegida. Quan l'obertura és molt gran, la imatge de falç desapareix, i la llum apareixerà rodona quan el forat és rodó, quadrat si el forat és quadrat i si la forma de l'obertura és irregular, la llum en la paret adquirirà aquesta mateixa forma, sempre que el forat sigui ample i el pla en el qual es projecta la llum sigui paral·lel a aquest."
Alhacén també va analitzar els raigs de llum solar i va concloure que creaven una forma cònica en el punt en el qual coincidien en el forat, formant una forma cònica oposada a la primera en la paret oposada dins de la cambra obscura. A ell se li atribueix haver dit sobre la cambra fosca "Nosaltres no inventem això". Els seus llibres sobre les òptiques van ser influents a Europa a partir de les traduccions al llatí des de l'any 1200. Entre la gent a la qual va inspirar es troben Witelo, John Peckham, Roger Bacon, Leonardo da Vinci, René Descartes i Johannes Kepler.
En el llibre Dream Pool Essays el científic xinès Shen Kuo (1031-1095) de la Dinastia Song va comparar el punt focal d'un mirall ustori còncau i el "recollit" forat del fenomen de la cambra fosca amb un rem per a explicar com s'invertien les imatges:
"Quan un ocell vola en l'aire, la seva ombra es mou al voltant del sòl en la mateixa direcció. Però si la seva imatge és recollida (com un cinturó que s'estreny) sobre un forat petit en una finestra, llavors l'ombra es mou en direcció oposada a la de l'ocell.[…] Aquest és el mateix principi que segueix el mirall ustori. Aquest mirall té una superfície còncava i reflexa un dit per a donar una imatge vertical si l'objecte està molt a prop, però si el dit es mou més i més lluny arriba un punt on la imatge desapareix i després d'això la imatge es projecta invertida. El punt on la imatge desapareix és com el forat de la finestra. Per això el rem s'arregla i el escàlam en algun punt de la seva meitat, constituint, quan aquest es mou, un tipus de "cintura" i el maneig del rem serà sempre la posició inversa del final (La qual està en l'aigua)."
Shen Kuo també va respondre a una afirmació de Duan Chengshi en Miscellaneous Morsels fromYouyang (Diverses bocades de Youyang) escrit al voltant de l'any 840 que deia que la imatge invertida d'una pagoda Xinesa front una riba s'invertia perquè estava reflectida per la mar: "Això és un contrasentit. És un principi normal que la imatge s'inverteixi després de passar a través d'un forat petit."

### Eines òptiques i astronòmiques

#### 1100 D.C. a 1400 D.C.
L'estadístic i filòsof escolàstic Roberto Grosseteste (c. 1175 - 9 octubre 1253) va comentar sobre la cambra fosca.
En el segle xiii, el filòsof anglès i franciscà Roger Bacon coneixia ja el fenomen de la cambra fosca encara que, probablement, fins al segle xv, no se li va donar aplicació pràctica com a instrument auxiliar per al dibuix. Falsament va afirmar en el seu De Multiplicatione Specerium (1267) que la imatge projectada a través d'una obertura quadrada era rodona perquè la llum viatjaria en ones esfèriques i, per tant, assumiria la seva forma natural després de passar a través del forat. També se li atribueix un manuscrit que aconsellava estudiar els eclipsis solars amb cura observant els raigs passant a través de forats rodons i estudiant els punts de llum que formaven en les superfícies.
La imatge d'una cambra fosca amb tres entrades de llum ha estat també atribuïda a Bacon, però la font d'aquesta atribució no ha estat donada. Una imatge molt similar es va trobar a l'Ars magna lucis et umbrae de Atanasio Kircher (1646).
El frare, teòleg, físic, matemàtic i filòsof Witelo va escriure sobre la cambra fosca en la seva obra Perspectiva (1270-1278), la qual estava principalment basada en l'obra de Ibn al-Haytham.
L'arquebisbe i escolar John Peckham (1230-1292) va escriure sobre la cambra fosca en la seva obra Tractatus de Perspectiva (1269-1277) i Perspectiva communis (1277-79), argumentant falsament que la llum crea gradualment la forma circular després de passar sobre una obertura. Els seus escrits estaven influenciats per Roger Bacon.
A la fi del segle xiii, Arnau de Vila Nova va utilitzar una cambra fosca per a projectar actuacions en directe per entreteniment.
L'astrònom francès Guillaume de Saint-Cloud va suggerir en la seva obra Almanach Planetarumque l'excentricitat del sol podia determinar-se amb la cambra fosca de forma inversament proporcional entre distàncies i els aparents diàmetres solars i l'apogeu i perigeu.
Kamal al-Din al-Farisí (1267-1319) va descriure en la seva obra de 1309 Kitab Tanqih al-Manazir (La revisió de les òptiques) com experimentava amb una esfera de cristall plena d'aigua en una cambra fosca amb una obertura controlada i va descobrir que els colors de l'arc de Sant Martí eren un fenomen de la descomposició de la llum.
El filòsof, matemàtic, físic, astrònom i astròleg judeofrancés Levi ben Gershon (1288-1344) va fer nombroses observacions astronòmiques utilitzant una cambra fosca amb una Vara de Jacob, descrivint mètodes per a mesurar diàmetres angulars del so, la lluna i els planetes brillants de Venus i Júpiter. Va determinar també l'excentricitat del sol basada en les seves observacions dels solsticis d'estiu i hivern en 1334. Levi també va notar com la grandària de l'obertura determinaven la grandària de la imatge projectada. Va escriure sobre els seus descobriments en Ebreo en el seu tractat SeferMilhamot Ha-Shem (Les Guerres del Senyor) Llibre V capítols 5 i 9.

### Primeres representacions, lents, ajudes visuals i miralls

#### 1450 D.C. a 1600 D.C.
La primera descripció completa i il·lustrada sobre el funcionament de la cambra fosca, apareix en els manuscrits de Leonardo da Vinci, el polímataitalià (1452-1519). Familiar amb el treball de Alhazen en traducció Llatina i després d'un estudi extens de la visió òptica i humana, va escriure la més antiga descripció de la càmera fosca coneguda en escriptura especular en un quadern en 1502, més endavant publicada en la col·lecció Còdex Atlàntic (Traduïda del llatí).
"Si la fachada de un edificio, o lugar, o paisaje está iluminada por el sol y un pequeño agujero se encuentra en la pared de un cuarto en un edificio frente a esto, que no esté directamente iluminado por el sol, todos los objetos iluminados por el sol enviarán sus imágenes a través de esta apertura y aparecerá, del revés, en la pared frente al agujero. Aquestes imatges es gravaran en un paper blanc, si se situa verticalment en el quart no lluny d'aquesta obertura, s'observaran els objectes esmentats anteriorment en aquest paper amb els seus colors i formes naturals, però apareixeran en una grandària reduïda i del revés, a causa de l'encreuament dels raigs en l'obertura de la paret. Si aquestes imatges naixessin en un lloc il·luminat pel sol, apareixerien en el paper exactament com són. El paper ha de ser molt prim i ha de ser vist per darrere."
Aquesta descripció, no obstant això, es desconeixeria fins que Venturi les publiqués en 1797.
Da Vinci estava clarament interessat en la cambra fosca: al llarg dels anys va dibuixar al voltant de 270 diagrames de la cambra fosca en els seus quaderns. Va experimentar sistemàticament amb diverses formes i grandàries d'obertures i amb múltiples obertures (1,2,3,4,8,16,24,28 i 32). Ell va comparar el funcionament de l'ull amb aquell de la càmera fosca i semblava especialment interessat en la capacitat de demostrar principis bàsics de les òptiques: la inversió de les imatges a través d'un forat o pupil·la, la no interferència d'imatges i el fet que les imatges eren "totes en totes i totes en cada part".
L'últim dibuix publicat conegut d'una cambra fosca es va trobar en el llibre De Radi Astronomica et Geometrica del físic, matemàtic i creador d'instruments Regnier Gemma Frisius, en el qual va descriure i va il·lustrar com utilitzava la cambra fosca per a estudiar els eclipsis solars el 24 de gener de 1544.
El polimata italià Gerolamo Cardano va descriure utilitzar un disc de cristall - probablement Lent bifocal - en una càmera fosca en el seu llibre De subtilitate, vol. I, Libri IV. Va suggerir utilitzar-les per a observar "què té lloc al carrer quan el sol brilla" i va aconsellar utilitzar un full de paper molt blanc com a pantalla de projecció perquè els colors fossin realistes.
El matemàtic i astrònom sicilià Francesco Maurolico (1494-1575) va respondre el problema d'Aristòtil sobre com la llum del sol que brilla a través de forats rectangulars pot formar punts rodons de llum o punts de grandària creixent durant un eclipsi en el seu tractat Photismi de lumini et umbra (1521-1554). No obstant això aquesta obra no va ser publicada fins a 161138, fins que Johannes Kepler ja havia publicat descobriments similars pel seu compte.
El polímata italià Giovanni Battista della Porta va descriure la cambra fosca, la qual anomenava "obscurum cubiculum", en 1558 va ser la primera edició de la seva sèrie de llibres Màgia Naturalis. Va suggerir la utilització d'un mirall convex per a projectar la imatge en un paper i utilitzar això com a dibuix d'ajuda. Della Porta va comparar l'ull humà amb la cambra fosca: "La imatge es mostra en l'ull a través del globus ocular com ho és aquí a través de la finestra". La popularitat dels llibres de Della Porta va ajudar a expandir el coneixement de la cambra fosca.
En la seva obra de 1567 La Practica dellaPerspectiva Venetian el nóbel Daniel Barbaro (1513-1570) va descriure utilitzar la càmera fosca amb lents binoculars com a dibuixos d'ajuda i va subratllar que la imatge era més vívida si les lents estaven cobertes tant com per a deixar circumferències en el mitjà.
En el seu influent i meticulosament anotada edició llatina de les obres d'Al-Haytam i WiteloOpticae thesauru (1572) el matemàtic alemany Friedrich Risner va proposar una ajuda de dibuix de càmera fosca portable, una petit rafal de fusta lleuger amb lents en cadascuna de les quatre parets que projectaria les imatges d'aquestes en un cub de paper situat en el mitjà d'aquest rafal. La construcció es duria a terme amb dos pols de madera. Una preparació similar va ser il·lustrada en l'obra de Atanasio Kircher de 1645 Ars Magna Lucis Et Umbrae.
Al voltant de 1575, el capellà dominicoitaliano, matemàtic i cosmògraf Ignacio Danti desiñó un estil de cambra fosca i una línia meridiana per a la Basílica de Santa María Novella, més endavant va fer construir un gnòmon gegantesc en la Basílica de San Petronio en Bologna. El gnòmon es va utilitzar per a l'estudi dels moviments del sol durant l'any i va ajudar a determinar el nou calendari gregorià en el qual Dante va formar part de la seva elaboració en estar dins de la comissió nomenada per Gregori XIII i instituïda en 1582.
En la seva obra de 1585 DiversarumSpectulationum Mathematicarum, el matemàtic venecià Giambattista Benedetti va proposar la utilització d'un mirall en un angle de 45 graus per a projectar la imatge vertical. Això feia que la imatge estigués revertida, però es tornaria una practica comuna en les següents caixes de cambres fosques.
Giambattista della Porta va afegir un "cristall lenticular" o lents binoculars a la descripció de la càmera fosca en la segona edició de Màgia Naturallis de 1589. També va descriure l'ús de la cambra fosca per a projectar escenes de caça, banquets, batalles, partides o qualsevol cosa desitjada als carrers. Arbres, boscos, rius, muntanyes "Tot això està fet tant per l'Art, fusta, o qualsevol altra matèria" podria contractar-se en un pla en la llum del sol en l'altre costat de la paret de la cambra fosca. Nens petits i animals (Per exemple rens fets de fusta, ossos salvatges, rinoceronts, elefants i lleons) podien fer el set. "Han d'aparèixer per graus, com sortint de les seves coves, sobre el pla: El caçador ha de venir amb els seus mastelers, xarxes, fletxes i altres necessitats que puguin representar la caça: deixeu que hi hagi banyes, cornetes, trompetes sonant: aquells que siguin a la sala veuran arbres, animals, cares de caçadors, i tots els altres tan planament que no sabran identificar el que és cert del que són il·lusions: Els dibuixos d'espases brillaran dins del forat, la qual cosa farà que la gent estigui gairebé espantada." Della Porta va afirmar haver mostrat aquests espectacles de manera usual als seus amics. Aquests ho admiraven molt i poques vegades arribaven a ser convençuts per les explicacions de Della Porta que el que havien vist era un truc òptic.

#### 1600 D.C. a 1650 D.C.
El primer ús del terme "Cambra fosca" es troba en el llibre Ad Vitellionem Paralipomena del matemàtic, astrònom i astròleg alemany Johannes Kepler. Kepler va descobrir la utilització de la cambra fosca recreant el seu principi amb un llibre reemplaçant un llibre brillant i enviant fils des de les seves vores a través d'una obertura en una taula sobre el sòl on els fils recreaven la forma del llibre. Ell també va poder adonar-se que les imatges estaven "pintades" de forma invertida i revertida en la retina de l'ull i es va figurar que això d'alguna forma estava corregit pel cervell. En 1607 Kepler va estudiar el so en la seva cambra fosca i va observar una taca solar, però va pensar que era Mercuri transitant el sol. En la seva obra de 1611 Dioptrice Kepler va descriure com la imatge projectada de la càmera fosca pot ser millorada i revertida amb una lent. Es creu que més endavant ell va utilitzar un telescopi amb tres lents per a revertir la imatge en la càmera fosca.
Quan els alemanys David Fabricius i Johannes Fabricius (pare i fill) van estudiar taques solars amb una cambra fosca, després d'adonar-se que observar el sol amb el telescopi directament podia ser nociu per a la vista. Es creu que ells van combinar el telescopi amb la càmera fosca creant el telescopi de càmera fosca.
En 1612 el matemàtic italià Benedetto Castelli va escriure al seu mentor, l'astrònom, físic, enginyer, filòsof i matemàtic italià Galileo Galilei sobre la projecció d'imatges del sol a través d'un telescopi (Inventat en 1608) per a estudiar les recentment descobertes taques solars. Galilei va escriure sobre la tècnica de Castelli al capellà jesuíta, físic i astrònom alemany Christoph Scheiner.
Des de 1612 fins almenys 1630 Cristoph Scheiner continuaria estudiant les taques solars i construint nous sistemes de projecció telescòpica solar. Anomena a aquests sistemes "Heliotropii Telioscopi", més endavant coneguts com a Helioscopis. Per als estudis d'helioscopi, Scheiner va construir una caixa al voltant del final d'observació/projecció del telescopi, el qual pot considerar-se la més antiga versió d'una càmera fosca tipus caixa coneguda. Scheiner també va construir una cambra fosca portable.
En la seva obra de 1613 Opticorum Libri Sex el jesuíta, matemàtic, físic i arquitecte belga François d'Aguilon va descriure com alguns xerraires llevaven els diners de la gent afirmant que coneixien nigromancia i que alçarien els espectres del dimoni des de l'infern per a ensenyar-los a l'audiència dins d'una cambra obscura. La imatge d'un assistent amb la màscara del dimoni es projectava a través de lents a l'habitació fosca, espantant als espectadors analfabets.
Sobre 1620 Kepler utilitzava una botiga de càmera fosca portable amb un telescopi modificat per a dibuixar els paisatges. Això podia ser donat la volta per a capturar els voltants per parts.
Es creu que l'inventor holandès Cornelius Drebbelva construir una cambra fosca tipus caixa que corregia la inversió de la imatge projectada. En 1622 va vendre una al poeta, compositor i diplomàtic holandès Constantijn Huygens, el qual solia utilitzar-la per a pintar i la recomanaria als seus amics artistes. Huygens va escriure el següent als seus pares:
"Tinc a casa l'altre instrument de Drebbel, el qual crea efectes admirables en la pintura a partir del reflex en una habitació fosca; és impossible per al meu expressar-vos aquesta bellesa amb paraules; tota la pintura està morta en comparació, aquí aquesta la vida mateixa o una cosa més elevada si algú pogués articular-ho així. La figura, el contorn i els moviments s'uneixen de manera natural en un estil extremadament plaent".
L'Orientalista, matemàtic, inventor, poeta i llibreter alemany Daniel Schwenter va escriure en el seu llibre publicat en 1636 Deliciae Physico-Mathematicae sobre un instrument que un home de Pappenheim li havia mostrat, que permetia el moviment de lents per a projectar més d'una escena a través de la càmera fosca.

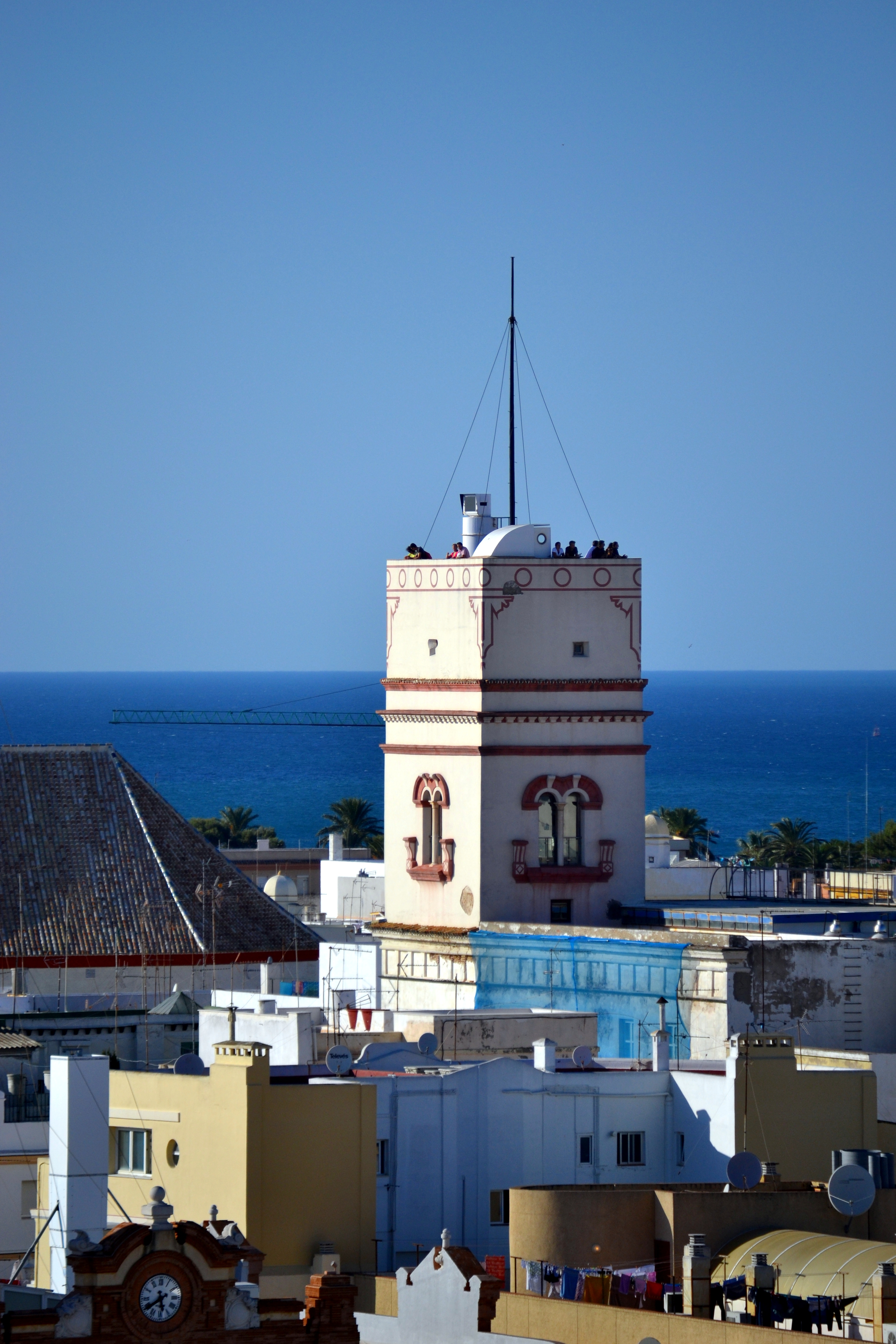
Vista de la Torre Tavira (des de la Torre de Poniente) i on es pot veure la part exterior de la cambra fosca que capta la llum i que simularía la petita escletxa de les cambres antigues.

En la seva obra de 1637 Dioptrique el filòsof, matemàtic i científic francès René Descartes va suggerir col·locar un ull d'un home mort recentment (si no hi havia un d'aquestes característiques disponible s'utilitzava l'ull d'una guineu) en una obertura en una cambra obscura i llevar la pell cap endarrere fins que un pogués veure la imatge invertida formada en la retina.
El filòsof, matemàtic i astrònom jesuïta italià Mario Bettinus va escriure sobre la creació d'una cambra fosca amb 12 forats en la seva obra ApiriaUniversae Philosophiae Mathematicae (1642). Quan un soldat se situava enfront de la cambra, un exèrcit de 12 persones fent el mateix moviment serien projectades també.
El matemàtic francès Minim Friar i el pintor Jean-François Niceron (1613-1646) van escriure sobre la càmera fosca amb lents convexes. Va explicar com la cambra fosca podia arribar a utilitzar-se per pintors a fi d'adquirir la perspectiva perfecta en els seus treballs. També es queixava de com els xerraires abusaven de la cambra fosca per a burlar-se dels espectadors i fer que aquests creguessin que les projeccions eren màgia o ciència oculta. Aquests escrits es van publicar en una versió de la Perspective Curieuse (1652).

## Utilitat
Va ser utilitzada antigament com a ajuda per al dibuix. La imatge, projectada sobre paper o un altre suport, podia servir de pauta per a dibuixar sobre ella. Posteriorment, quan es van descobrir els materials fotosensibles, la càmera fosca es va convertir en càmera fotogràfica estenopeica (la que usa un simple orifici com a objectiu).
Aquestes cambres estaven molt limitades pel compromís necessari en establir el diàmetre de l'obertura: prou reduït perquè la imatge tingués una definició acceptable; prou gran perquè el temps d'exposició no fos massa llarg.
L'ús de la cambra fosca va suposar un gran impuls per a idear la manera de produir imatges permanents i automàtiques. Pot ser considerat com el que va proporcionar les bases del que avui coneixem com la fotografia.

## Funcionament/Actualitat
La cambra fosca crea una imatge a sobre d'una pantalla corva horitzontal i de color blanc, que està situada al centre d'una habitació completament a les fosques. Aquest aparell òptic és capaç de representar amb la llum tots els diferents matiços de colors a sobre del paper blanc.
Aquesta imatge projectada a tot color, trasllada tot allò que està passant a l'exterior de la cambra, tant imatges estàtiques com en moviment. Degut a la gran distància focal de les principals lents que la formen, es crea un efecte òptic que fa que els objectes més llunyans apareguin bastant a prop.
Aquesta pantalla blanca, pot pujar i baixar amb l'objectiu d'enfocar a diferents distàncies. Aquestes imatges obtingudes poden girar en 360 graus per poder visualitzar diferents parts del paisatge.
Exemples d'aquestes cambres obscures les trobem a la Torre Tavira (Cadis) o al Castell de San Jorge (Lisboa). Tenen un ús turístic.